# Juan Garza
Juan Raul Garza, född 18 november 1956 i Brownsville, Texas, död 19 juni 2001 i Terre Haute, Indiana (avrättad), var en amerikansk brottsling.
Han dömdes till döden av en federal domstol och avrättades åtta dagar efter Timothy McVeigh. Han blev den andra personen att avrättas av den federala regeringen efter utgången av målet Gregg mot Georgia, där USA:s högsta domstol förklarade att dödsstraff var förenligt med USA:s konstitution.

## Brottslingen
Garcia föddes i södra Texas som son till mexikanska invandrare. Efter att ha hoppat av high school drev han en byggfirma i Brownsville, och fick två barn. Vid sidan av byggfirman var Garcia även ledare för en organisation som smugglade tonvis med marijuana till USA

Garcia anklagades för delaktighet i flera mord, varav ett på sin 21-åriga svärson Bernabe Sosa. Åklagarna hävdade att Garcia låtit döda Sosa efter att han förlorat en stor sändning narkotika. Ett annat offer, Diana Villareal, ska ha skrattat åt Garcia på en fest varpå Garcia låtit kidnappa henne och injicerat kokain i hennes blod; när Villareal inte avled av detta ska Garcia ha strypt henne.
Garza dömdes till döden av en federal domstol 1993 för att ha beordrat mord på tre personer i syfte att säkerställa makten i sin organisation. Högsta domstolen avslog hans båda överklaganden utan vidare kommentarer, och President Bush vägrade benåda honom. 

## Avrättningen
Juan Raul Garcias avrättning var ursprungligen planerad till augusti 2000, men sköts upp två gånger av president Bill Clinton efter att justitiedepartementet uppmärksammat skillnader i utdömda straff beroende på etnicitet.  Garcia avrättades genom giftinjektion på det federala fängelset i Terre Haute i delstaten Indiana och dödförklarades klockan 07:09.
En snarlik avrättning av knarkkungen och mördaren Simon Cruz är temat för ett avsnitt av TV-serien Vita Huset (säsong ett, avsnitt fjorton, Take This Sabbath Day). I serien nämns att avrättningen är den första federala avrättningen sedan 1963 (vilket hade varit fallet med Garcia, om inte Timothy McVeigh avrättats dagar tidigare i samma dödskammare). Avsnittet sändes i TV 2000, då Garcia fortfarande levde.